# Awet Habtom
Mikel Awet Habtom (Mendefera, 1 de enero de 1998) es un ciclista eritreo.

## Palmarés
2017
- 3.º en el Campeonato Africano Contrarreloj